# Траванка-ду-Мондегу
Траванка-ду-Мондегу (порт. Travanca do Mondego)  —  район (фрегезия) в Португалии,  входит в округ Коимбра. Является составной частью муниципалитета  Пенакова. Находится в составе крупной городской агломерации Большая Коимбра. По старому административному делению входил в провинцию Бейра-Литорал. Входит в экономико-статистический  субрегион Байшу-Мондегу, который входит в Центральный регион. Население составляет 537 человек на 2001 год. Занимает площадь 10,23 км².